# エティアンヌ・デ・ウィルデ
エティアンヌ・デ・ウィルデ（Etienne De Wilde、1958年3月23日 - ）は、ベルギー、ウェッテレン出身の元自転車競技選手。

## 来歴
20年以上に亘り、ロードレースと、6日間レースを中心とするトラックレースで活躍。
トラックレース世界選手権自転車競技大会では2度世界一に就き、また6日間レースでは2010年10月18日現在歴代7位となる通算38勝を挙げた。2000年シドニーオリンピックのマディソンでは銀メダルを獲得。ロードレースでは、ツール・ド・フランスで通算2勝、ブエルタ・ア・エスパーニャで通算1勝を挙げた。

## 主な戦績
6日間レース以外の戦績
1979年
- ツール・ド・ナムール 総合優勝

1980年
- ブエルタ・ア・エスパーニャ 区間1勝(第12)

1983年
- ドワルス・ドール・フラーンデレン 優勝

1987年
- スヘルデプライス 優勝

1988年
- ベルギー選手権・個人ロードレース 優勝

1989年
- エトワール・ド・ベセージュ 総合優勝(区間3勝)
- オムロープ・ヘット・フォルク 優勝
- ツール・ド・フランス 区間1勝(第7)
- パリ〜ニース 区間2勝

1991年
- ツール・ド・フランス 区間1勝(第3)

1993年
- 世界選手権・ポイントレース 優勝

1998年
- 世界選手権・マディソン 優勝（マシュー・ギルモア）

2000年
- シドニーオリンピック・マディソン 2位（マシュー・ギルモア）
- 欧州選手権・マディソン 優勝（マシュー・ギルモア）

2001年
- 欧州選手権・マディソン 優勝（マシュー・ギルモア）

### 6日間レース優勝
- ( )はコンビを組んだ選手

- ヘント
  - 1983年・1985年 (レネ・パイネン)
  - 1987年 (ダニー・クラーク)
  - 1989年 (コンスタン・トゥルネ)
  - 1991年 (トニー・ドイル)
  - 1992年 (イェンス・フェガービー)
  - 1994年 (ダニー・クラーク)
  - 1995年 (アンドレアス・カペス)
  - 1997年 (マシュー・ギルモア)
- パリ
  - 1985年 (コンスタン・トゥルネ)
  - 1989年 (シャルリー・モテ)
- アントウェルペン
  - 1987年 (ダニー・クラーク)
  - 1988年 (コンスタン・トゥルネ)
  - 1990年 (エリック・ファンデラールデン)
  - 1991年 (ルディ・ダーネンス)
  - 1993年 (コンスタンティヌ・クラブゾフ)
  - 1994年 (イェンス・フェガービー)
- ケルン
  - 1988年 (コンスタン・トゥルネ)
  - 1990年・1991年 (アンドレアス・カペス)
  - 1997年 (オラフ・ルードヴィッヒ)

- ドルトムント
  - 1989 (アンドレアス・カペス)
- ミュンヘン
  - 1989年 (アンドレアス・カペス)
  - 1995年 (エリック・ツァベル)
- ボルドー
  - 1990年 (ジルベール・デュクロラサール)
  - 1995年 (フレデリック・マニェ)
- シュトゥットガルト
  - 1990年 (フォルカー・ディール)
  - 1991年・1993年 (アンドレアス・カペス)
  - 1994年 (イェンス・ウェガービー)
  - 1995年 (ダニー・クラーク)
- ブレーメン
  - 1991年・1992年 (アンドレアス・カペス)
- ライプツィヒ
  - 1998年 (アンドレアス・カペス)
- ミラノ
  - 1998年 (シルヴィオ・マルティネッロ)
- ベルリン
  - 1999年 (アンドレアス・カペス)